# Тедди (рассказ)
Тедди (англ. Teddy) — рассказ американского писателя Джерома Д. Сэлинджера. Изначально был опубликован в 1953 году в журнале The New Yorker. Позже вошёл в сборник писателя «Девять рассказов».

## Сюжет
Герой рассказа — десятилетний мальчик Тедди Макардль, возвращающийся на корабле в Америку со своими родителями и младшей сестрой. Тедди — всемирно известный вундеркинд, утверждающий, что в прошлой жизни был человеком, почти достигшим совершенства в духовном плане. Тедди способен предвидеть будущее. В диалоге с пассажиром судна, преподавателем Никольсоном, занимающем центральное место в рассказе, Тедди излагает свои религиозно-философские воззрения.